# 김승호 (기업인)
김승호(金昇浩, 1932년 1월 6일 ~ )는 대한민국의 기업인이다.

## 생애
1932년 충청남도 보령에서 태어났고, 숭문고등학교를 거쳐서 국학대학 상과대학을 졸업했다. 1955년 서울 종로5가에 "보령약국"을 열고 약국을 경영했으며, 1963년 보령제약을 창립하였다.

## 출신 학교
- 1950년 숭문고등학교
- 1965년 국학대학 상학 학사
- 1966년 고려대학교 경영대학원 석사
- 1991년 중앙대학교 경영학 명예박사
- 2003년 충남대학교 약학 명예박사
- 2007년 강원대학교 의학 명예박사

## 주요 경력
- 1955년: 보령약국
- 1963년: 보령제약 창립
- 1963년 10월 ~ 1975년 12월: 보령약품 창립 대표이사
- 1963년:보령제약 창립 대표이사
- 1979년 4월 ~ 2010년 3월: 보령메디앙스 창립 대표이사
- 1983년: 학교법인 성심학원 재단이사
- 1984년: 보령 창립 대표이사
- 1991년 2월 ~ 1993년 2월: 한국제약협회 회장
- 1991년 4월 ~ 2001년 12월: 보령바이오파마 창립 대표이사
- 1991년 10월 ~ 1993년 10월: 세계대중약협회 회장 역임
- 1994년 3월: 학교법인 동방문화학원 이사
- 1994년 5월: 주한 투발루국 명예 총영사
- 1996년 2월 ~ 2009년 3월: 한국생명공학연구조합 이사장
- 1996년 2월 ~ 2003년 4월: 과학기술부 생명공학종합정책심의위원회 위원
- 1999년 2월: 한국종균협회 회장 겸 이사
- 2008년 9월: 보령중보재단 이사장
- 2009년 10월: 타무라 과학기술진흥재단 이사
- 보령제약 회장

## 수상 경력
- 1972년 철탑산업훈장
- 1985년 국민훈장 모란장
- 1986년 프랑스은장 수훈
- 2001년 한국능률협회 한국의 경영자상
- 2002년 한국경영생산성대상 은탑산업훈장
- 2003년 한국경제신문사 다산경영상 창업경영인
- 2007년 제7회 자랑스런한국인대상 의약품개발부문
- 2014년 국민훈장 무궁화장